# 알.이.씨 : 라스트 프리즌
《알.이.씨 : 라스트 프리즌》(Against the Night)은 미국에서 제작된 브라이언 카발라로 감독의 2017년 공포, 미스터리, 스릴러 영화이다. 프랭크 월리 등이 주연으로 출연하였다.

## 출연

### 주연
- 프랭크 월리
- 팀 토레
- 한나 클리맨

### 조연
- 루크 페르시아니